# 1895 у кіно
1895 — рік офіційного народження кінематографу. Хоча дослідні покази з використанням «рухомої фотографії» почалися ще у 1888 році, а у 1895 вже проводилося достатньо сеансів, зазвичай їх винахідники нічого не знали один про одного, що на довгі роки призвело до суперечок щодо пріоритету в історії кіно. Платні сеанси Огюста та Луї Люм'єрів були найуспішнішими з комерційної точки зору, тож їх і було названо батьками кінематографії.

## Події
- Французький інженер-винахідник Леон Гомон засновує кіностудію Gaumont Pictures
- Серпень — У восьмому номері «Російського фотографічного журналу» опубліковано повідомлення про винахід кінематографу братамим Люм'єр[1]
- Жовтень — У десятому номері «Російського фотографічного журналу» наведено детальний опис винаходу братів Люм'єр[2]

## Фільми

### Програма історично першого кінопоказу братів Люм'єр
- «Вихід робітників з фабрики»/ La Sortie de l'Usine Lumière à Lyon- один з перших документальних фільмів братів  Огюста та  Луї Люм'єрів і історично перший фільм, показаний публіці на великому екрані.
- «Вольтижировка»/ La Voltige
- «Виловлювання червоних рибок»/La Pêche aux poissons rouges
- «Прибуття делегатів на фотоконгрес у Ліоні»/Le Débarquement du Congrès de Photographie à Lyon
- «Ковалі»/ Les Forgerons
- «Политий поливальник»/Le Jardinier (L'Arroseur arrosé)
- «Сніданок немовляти »/Le Repas (de bébé)
- «Стрибок через брезент»/Le Saut à la couverture
- «Площа Корделії в Ліоні»/La Place des Cordeliers à Lyon
- «Морське купання»/La Mer (Baignade en mer

### Інші фільми
- «Акробатична суміш»/Akrobatisches Potpourri, Німецька імперія (режисер Макс Складановський).
- «Апофеоз»/Apotheose, Німецька імперія (режисер Макс Складановський).
- «Арешт кишенькового злодія»/The Arrest of a Pickpocket, Велика Британія (режисер Бірт Акрес).
- «Бокс»/Ringkämpfer, Німецька імперія (режисер Макс Складановський).
- «Бокс із кенгуру»/Das Boxende Känguruh, Німецька імперія (режисер Макс Складановський).
- «Відкриття Кільського каналу»/Opening of the Kiel Canal, Велика Британія (режисер Бірт Акрес).
- «Дербі »/The Derby, Велика Британія (режисер Бірт Акрес).
- «Італійський селянський танець»/Bauerntanz zweier Kinder, Німецька імперія (режисер Макс Складановський).
- «Механічний м'ясник»/La charcuterie mécanique — комедія братів Люм'єр, перший досвід фантастичного фільму (показана вигадана машина).
- «Розбурхане море, що викликало повінь в Дуврі»/Rough Sea at Dover, Велика Британія (режисер Бірт Акрес).
- «Серпантин»/Die Serpentintänzerin, Німецька імперія (режисер Макс Складановський).
- «Страта Марії Шотландської»/The Execution of Mary, Queen of Scots, США (режисер Альфред Кларк).

## Персоналії

### Народилися
- 4 лютого — Найджел Брюс, англійський актор (пом. 1953).
- 7 лютого — Аніта Стюарт (пом. 1961).
- 19 лютого — Луї Келхерн, американський актор театру і кіно (пом. 1956).
- 24 лютого — Іванов Всеволод В'ячеславович, російський письменник, сценарист (пом. 1963).
- 28 лютого — Марсель Паньоль, французький письменник, драматург та кінорежисер (пом. 1974).
- 11 березня — Шемп Говард (пом. 1951).
- 27 березня:
  - Бетті Шейд (пом. 1982).
  - Рей Джун, американський кінематографіст (пом. 1958).
- 1 квітня — Пауль Ріхтер, австрійський кіноактор (пом. 1961).
- 9 квітня — Мішель Симон, швейцарський і французький актор театру і кіно (пом. 1975).
- 6 травня — Рудольф Валентіно (пом. 1926).
- 9 травня — Річард Бартелмесс, американський кіноактор і продюсер (пом. 1963).
- 17 травня — Кирилов Петро Клавдійович, російський актор і кінорежисер (пом. 1942).
- 10 червня — Гетті Мак-Денієл, американська акторка (пом. 1952).
- 14 червня — Кліфф Едвардс, американський співак, актор і музикант (пом. 1971).
- 8 липня — Маєр Іунія Григорівна, радянський український художник кіно, художник по костюмах (пом. 1967).
- 26 липня — Грейсі Аллен (пом. 1964).
- 4 серпня — Гіацинтова Софія Володимирівна, радянська акторка і театральна режисерка (пом. 1982).
- 13 серпня:
  - Сем Тейлор, американський кінорежисер, сценарист та продюсер (пом. 1958).
  - Берт Лар, американський актор та комік(пом. 1967).
- 11 вересня — Уно Геннінґ, шведський актор театру та кіно (пом. 1970)
- 21 вересня — Петров Сергій Сергійович, російський і радянський актор театру і кіно (пом. 1965).
- 22 вересня — Пол Муні (Paul Muni), американський кіноактор, лауреат премії «Оскар» (пом. 1967).
- 30 вересня — Льюїс Майлстоун, кінорежисер (пом. 1980).
- 2 жовтня — Бад Еббот (пом. 1974).
- 4 жовтня — Бастер Кітон (Buster Keaton), американський кіноактор і режисер, класик німої кінокомедії (пом. 1966).
- 21 жовтня — Една Первіенс (Edna Purviance), американська кіноакторка, що знімалася у багатьох фільмах Чапліна (пом. 1958).
- 1 листопада — Яременко Василь Сергійович, український актор (пом. 1976).
- 3 листопада — П'єр Рішар-Вільм, французький актор театру і кіно (пом. 1983).
- 5 листопада — Чарльз Мак-Артур, американський драматург та сценарист (пом. 1956).
- 6 грудня — Нерсесян Грачья Нерсесович, радянський, вірменський актор театру і кіно (пом. 1961).
- 18 грудня — Бєлов Григорій Акинфович, російський радянський актор театру і кіно, педагог, громадський діяч (пом. 1965).
- 19 грудня — Дунайський Антон Васильович, український актор театру і кіно (пом. 1957).